# 秋田競馬場

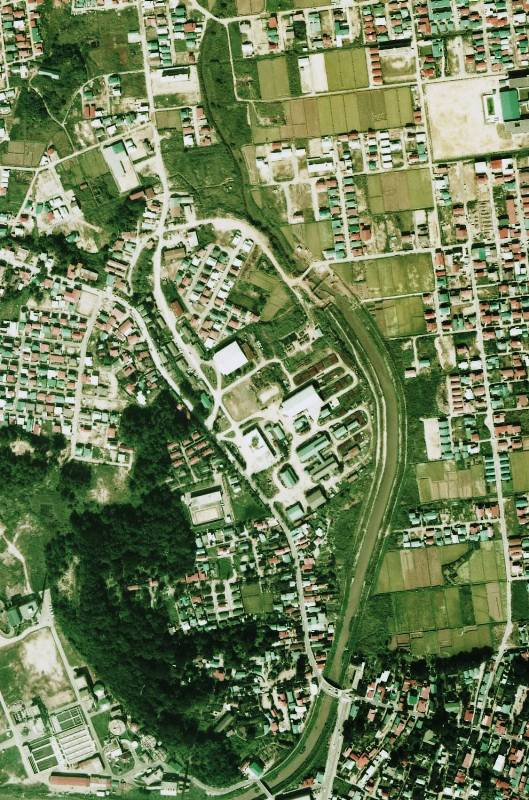
秋田競馬場跡地（1975年撮影）

秋田競馬場（あきたけいばじょう）は、1948年（昭和23年）から1955年（昭和30年）にかけて、現在の秋田県秋田市八橋に存在した競馬場である。

## 概要
1948年（昭和23年）2月、県都である秋田市での競馬再開を目指し、秋田競馬倶楽部が発足。1939年（昭和14年）の軍馬資源保護法の公布により廃止された「八橋競馬場」を秋田県畜産組合から買い取り、再開に向けての準備を進めていた。
1948年（昭和23年）6月の新競馬法の公布を受けて、当時、秋田県では災害が多くかつ、戦後の復興などにより財政も苦しかったため、蓮池公咲知事が秋田市と大館町（現在の大館市）での競馬場開設を決定。秋田県が秋田競馬倶楽部から「八橋競馬場」を600万円で買い取り、300万円をかけて大幅な改修を行い、1948年（昭和23年）10月に「秋田競馬場」として開設した。
第1回県営秋田競馬が1948年（昭和23年）10月6日から10月9日までの4日間開催され、209万2,760円の売上を記録。1950年（昭和25年）6月の開催では、女性騎手鴇田ミツエが参加し、輓曳競走も開催されるなどして、人気はあったものの売上は赤字続きであった。
その後も、天候不順などにより入場者数および売上は減少を続け、赤字は膨れ上がり、1955年（昭和30年）3月31日をもって大館競馬場とともに廃止された。競馬関係者により、秋田市営での開催を模索するも、実現には至らなかった。
秋田競馬場および大館競馬場の廃止に伴い、秋田県の競走馬生産は大打撃を受けることになる。特にサラブレッド生産が盛んであった仙北地方では市場取引価格が大暴落するなどして、山形県や福島県などに販路を拡大しようとしたものの、他県でも競走馬生産が盛んであったため思うようには売れず、秋田県の競走馬生産は衰退する結果となった。
秋田競馬場跡地は秋田県から住宅予定地として秋田市に売却されたが、一部は秋田市から帝国石油に転売され、帝国石油秋田鉱業所が置かれていた。現在、秋田競馬場跡地は国際石油開発帝石秋田鉱業所や八橋ショッピングセンター、住宅地などがある。

## おもな競走
- 秋田県知事賞
- 秋田市長賞
- 秋田魁新報社杯